# Campylaspis nodulosa
Campylaspis nodulosa är en kräftdjursart som beskrevs av Sars 1886. Campylaspis nodulosa ingår i släktet Campylaspis, och familjen Nannastacidae. Inga underarter finns listade.